# ムスチスラフ・スヴャトスラヴィチ (チェルニゴフ公)
ムスチスラフ・スヴャトスラヴィチ（ロシア語: Мстислав Святославич、? - 1223年5月31日）は、チェルニゴフ公スヴャトスラフとマリヤ（ポロツク公ヴァシリコの娘）との間の子である。コゼリスク公：1201年 - 1216年または1219年。チェルニゴフ公：1216年または1219年 - 1223年。聖名パンテレイモン。

## 生涯
正確な誕生年については不明である。史料における最初の言及は1182年の記述である。1191年にポロヴェツ族への遠征に参加した。1201年に分領公国としてコゼリスクを受領した。なおムスチスラフが初代のコゼリスク公である。『ニコン年代記』によれば、ムスチスラフは、1219年には既に、兄のチェルニゴフ公グレプに変わってチェルニゴフ公として言及されている。ただし正確な2人の交代時期は不明であり、おそらく1216年以降とみなす説がある。
1223年、モンゴル帝国軍がポロヴェツ族の地に侵攻すると、ポロヴェツ族のハン・コチャンは、義理の息子であるガーリチ公ムスチスラフらに支援を要請した。ルーシ南部の諸公はキエフに集まり、ガーリチ公ムスチスラフ、キエフ大公ムスチスラフ3世と、本頁のムスチスラフによる、三頭体制の連合軍を結成した。しかし、同年5月31日のカルカ河畔の戦いでルーシ連合軍は敗北し、多くの公が死亡した。ムスチスラフもまた、長男ドミトリーと共に殺害された。

## 妻子
（留意事項）：本節の「シノディク」は露和辞典上は「過去帳」等と訳されているが、厳密にはru:Синодик参照。地名についてはリューベチ、エレツ、セヴェルスキー参照。
ムスチスラフの結婚は1182年または1183年であり、妻はオセット人の公女（ウラジーミル大公フセヴォロドの妻マリヤの姉妹）だった。また『リューベチ・シノディク』によれば、妻の名前はマルファと記されている。子には以下の人物がいる。
- ドミトリー ： 名は『リューベチ・シノディク』による。V.タチシチェフ(ru)はその名をヴァシリコとしている[7]。
- アンドレイ ： 名は『エレツ・シノディク』、『セヴェルスキー・シノディク』による[1]。N.カラムジンは、1245年または1246年にジョチ・ウルスのオルドで殺害されたアンドレイという人物と同一人物であるとみなしているが[8]、歴史家の多くはこの説に疑問を呈している。
- イヴァン ： 名は『エレツ・シノディク』、『セヴェルスキー・シノディク』による[1]。何人かの歴史家は、1223年から1238年の間にコゼリスク公位にあったとしている[3]。
- ガヴリイル(uk) ： 名は『エレツ・シノディク』、『セヴェルスキー・シノディク』による[1]。